# Henry of Wingham
Henry of Wingham († 13. Juli 1262 in Stepney) war ein englischer Geistlicher. Von 1255 bis 1260 war er königlicher Kanzler und ab 1259 Bischof von London. 

## Herkunft und Aufstieg zum königlichen Kanzler
Henry of Wingham stammte aus Wingham in Kent. Als königlicher Beamter kaufte er Kleidung und Pferde, um den Feldzug von Heinrich III. in die Gascogne 1242 vorzubereiten. Von 1246 bis 1251 verwaltete er als Escheator die heimgefallenen königlichen Lehen südlich des Trent. Dazu diente er 1248 als Verwalter der vakanten Diözese Bath und Wells. Im Auftrag des Königs reiste er 1252 nach Frankreich und war offenbar bis Sommer 1254 in der Gascogne, die dem englischen König gehörte. Nach seiner Rückkehr nach England wurde er am 5. Januar 1255 zum königlichen Kanzler ernannt. 

## Dienst als königlicher Kanzler und Wahl zum Bischof von London
Wegen einer wiederkehrenden Krankheit konnte Wingham jedoch häufig sein Amt nicht ausüben. Als Keeper of the Great Seal und als sein Vertreter diente dann Walter of Merton. Als 1258 eine Adelsopposition gegen Heinrich III. rebellierte, war Wingham an der Formulierung der Provisions of Oxford, dem Reformprogramm der Rebellen beteiligt. Dabei musste er schwören, dass er als Kanzler nur laufende Geschäfte und ansonsten keine Papiere ohne Genehmigung des neuen Staatsrats besiegeln würde. Anders als in den Provisions of Oxford vorgeschrieben, wurde Wingham jedoch in seinem Amt nicht jährlich neu bestätigt. Im November 1259 begleitete er den König nach Frankreich, wo dieser den Vertrag von Paris besiegelte. Dabei erhielt er ein neues Siegel, das einen König mit einem Zepter, aber ohne Schwert zeigte. 1260 gehörte er einem Ausschuss von sechs Bischöfen an, der Vorwürfe gegen Simon de Montfort, einem der Führer der Adelsopposition untersuchte. Seine Dienste dankte ihm der König mit der Vergabe von geistlichen Ämtern. Wingham hielt mehrere Pfründen in Kent, dazu war er ab 1257 Kanzler der Diözese Exeter und Dekan der Kollegiatkirche St Martin’s-le-Grand in London. 1256 scheiterte dagegen der Versuch des Königs, ihn anstelle von Hugh of Balsham zum Bischof von Ely wählen zu lassen.

## Bischof von London
Im Februar 1259 wurde Wingham anstelle von Aymer de Lusignan, dem bereits 1250 zum Bischof gewählten, aber immer noch nicht geweihten Halbbruder des Königs zum Bischof von Winchester gewählt. Diese Wahl wurde jedoch von Papst Alexander IV. nicht anerkannt. Stattdessen wurde Wingham am 29. Juni 1259 zum Bischof der Diözese London gewählt. Bereits am 11. Juli wurden ihm die Temporalien der Diözese übergeben, seine Bischofsweihe erfolgte jedoch erst im Februar 1260. Mit der Übergabe der Temporalien hatte er seine anderen geistlichen Ämter niedergelegt, und am 18. Oktober 1260 trat er als königlicher Kanzler zurück. Dabei ist ungeklärt, ob er das Amt wegen einer Krankheit niederlegte oder ob er sich stärker um seine Diözese kümmern wollte. Anfang 1261 begleitete Wingham die Königstochter Beatrix, als diese zu ihrem Ehemann Johann in die Bretagne reiste. Im Mai 1261 nahm er an einer Synode der Kirchenprovinz Canterbury in Lambeth teil. Nach seinem Tod wurde Wingham in der St Paul’s Cathedral in London beigesetzt.